# قهرمان (عنوان)
قهرمان (انگلیسی: Hero) عنوان قهرمان توسط دولت‌های مختلف به رسمیت شناختن اعمال ایثارگری نسبت به دولت و دستاوردهای بزرگ در جنگ و یا کار است.